# Hana Podolská
Hana Podolská, rozená Johanna Vošahlíková (16. května 1880 Merkhausen – 15. února 1972 Praha) byla česká módní návrhářka a podnikatelka, jedna z nejvýznamnějších tvůrkyň předválečné československé módy a majitelka nejvyhlášenějšího tuzemského módního salonu období třicátých a čtyřicátých let 20. století. Podnik sídlil v samém centru Prahy a k jeho zákaznicím patřily mnohé společensky významné ženy prvorepublikové a protektorátní éry, včetně první dámy Hany Benešové a herečky Adiny Mandlové. Podolská jako vůbec první česká návrhářka zaměstnávala profesionální manekýny, pořádala vlastní módní přehlídky a její šaty jsou k vidění v několika známých prvorepublikových filmech. Kvůli podnikatelskému úspěchu a značnému přínosu československé módě se jí někdy přezdívá „česká Coco Chanel“. Po únoru 1948 byl její podnik znárodněn a jakožto součást centrálního národního podniku existoval až do roku 1991.

## Dětství a mládí
Narodila se jako Johanna Vošahlíková v dobře situované rodině architekta a úspěšného stavitele Františka Vošahlíka v roce 1880 v Merkhausenu v tehdejším Alsasku-Lotrinsku, dnešním Hesensku. Brzy se jí začalo říkat zkráceně „Hana“. Pocházela z dvanácti sourozenců, z nichž pouze polovina se dožila dospělosti.
Vošahlíkova stavební společnost měla množství zakázek zejména v Německu a Rakousku-Uhersku, díky čemuž byla rodina dobře finančně situována, avšak po jeho smrti v pouhých 44 letech na tuberkulózu na ní dolehla finanční tíseň. Přibližně v roce 1890 se matka společně s ní a pěti dalšími sourozenci odstěhovala do Prahy, kde provozovala krupařský krám.

## Kariéra v módním průmyslu

### Učení a začátky podnikání
V roce 1894 se začala učit švadlenou v krejčovství Anežky Fišerové v pražské Celetné ulici. Po hádce se svou mistrovou (mladá Podolská dostala od Fišerové facku, prý kvůli odmlouvání, a urazila se) odešla z učení, díky svému talentu ovšem začala samostatně šít po domech a z výdělku pomáhala své matce živit rodinu. V roce 1905 si díky finanční podpoře svého manžela otevřela vlastní malou dílnu v pražských Nuslích a v roce 1908 založila krejčovství s názvem „Salon u pěti králů“ ve Vyšehradské ulici v Podskalí, v němž už zaměstnávala dvě švadleny. Podniku se dařilo a v roce 1914 Podolská svou živnost přestěhovala na lukrativnější místo, na roh Jungmannovy a Vodičkovy ulice v samém centru Prahy.

### Rozmach

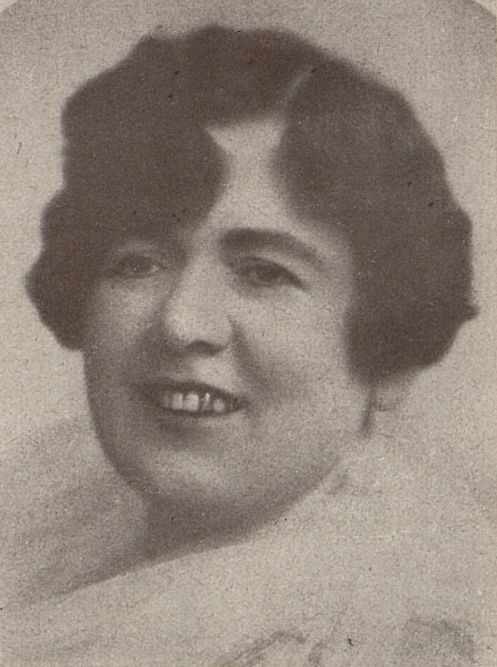
Hana Podolská kolem roku 1925

Hned o rok později se i s rodinou (s manželem a dvěma malými syny) nastěhovala do luxusního bytu ve čtvrtém patře paláce Lucerna, v němž si otevřela i módní ateliér. Podnik se po první světové válce postupně změnil v luxusní modelový dům a v meziválečném období zaměstnával už několik desítek švadlen, disponoval kloboučnickou dílnou, kožešnictvím a pletařskou výrobou a vydával dokonce vlastní módní časopisy Móda a vkus a Eva. Prostory v Lucerně se brzy rozšířily o další místnosti, včetně speciálních zkušebních kabin s vícerežimovým osvětlením, jež umožňovalo vidět vzhled zkoušených modelů přes den i večer; právě zde pak Podolská záhy uspořádala první módní přehlídku v Praze i v celém státě.
Už v roku 1919 se její modely začaly objevovat v československých módních časopisech. Spolupracovala při tom s významnými fotografy – ve dvacátých letech s Františkem Drtikolem, který zobrazoval ženy coby krásné a sebevědomé osobnosti, na konci 30. let pak s Františkem Vobeckým. V podniku začala postupně pracovat prakticky celá její rodina – manžel Viktor Podolski, jenž kvůli tomu zanechal malování, a posléze i oba synové (starší Viktor byl krejčím a mladší Miloš kožešníkem) společně s vlastními manželkami (Milošova manželka Eva byla kreslířkou salonu již před svatbou, stejně tak Viktorova manželka Věra Černá). V letech 1922 až 1938 Podolská zaměstnávala také kreslířku a návrhářku Hedviku Vlkovou, která si pak pod názvem „Heda Vlková“ otevřela vlastní krejčovský salon a přebrala své bývalé zaměstnavatelce některé zákaznice, například herečky Elišku Pleyovou nebo Jiřinu Šejbalovou.
V roce 1931 se návrhářčin podnik (tou dobou už byla pět let vdovou) nastěhoval do velkorysých prostor v novostavbě paláce Adria na rohu Jungmannovy ulice, v němž zaujímal tři poschodí, včetně celého patra pro zákaznice a sálu na přehlídky s kapacitou 300 lidí.. V přízemí sídlil obchod s látkami hlavního dodavatele salónu Josefa Barhoně. Kolekce salonu byly prodávány i do zahraničí. a samotné návrhářce postupně přischla přezdívka „česká Coco Chanel“.
Salon s oficiálním názvem „Modelový dům dámských toilettes Hanna Podolská“ se po boku podniku Oldřicha Rosenbauma záhy zařadil k nejvýznamnějším a nejluxusnějším salonům dámské módy v Praze i v celém meziválečném Československu. Oba módní domy kromě klasických oděvů zhotovovaly i kožichy, klobouky, noční prádlo (župany) nebo obuv (střevíce), přičemž ve výrobě kostýmů a plášťů vynikala právě Podolská, zatímco Rosenbaum se specializoval spíše na róby a šaty. Oba podnikatelé vytvářeli vlastní modelové kolekce, prezentovali je na sezónních i polosezónních přehlídkách a do jisté míry dokonce spolupracovali, když si po návratu z pařížských módních přehlídek pravidelně telefonovali ve snaze vyhnout se produkci podobných modelů. Dalším, i když poněkud méně významným konkurentem byl „Modelový dům Roubíček“ Arnoštky Roubíčkové.

### Způsob práce
Podolská pracovala vysoce profesionálním způsobem. Do práce docházela každodenně už v pět hodin ráno a ačkoli určovala pouze styl svých modelů a sama je nenavrhovala ani nekreslila, byla osobně přítomna u všech zkoušek. Její vkus lze charakterizovat jako střízlivý a kultivovaný anglický styl inspirovaný Francií.
Čekací doba na model pro běžné zákaznice trvala až do půl roku. Každá zakázka začínala předvedením návrhů kreslířek, z nichž si zákaznice vybírala svůj model, pro jehož střih zásadně platilo, že byl vysoké kvality a v souladu s nejnovějšími módními trendy. K zvolenému modelu byly následně nabídnuty vhodné látky; velmi často se šilo z luxusních přírodních látek, jakými byly hedvábný voál, krajkovina, samet, hedvábný brokát nebo satén. Po pečlivém prodiskutování zakázky následovalo stříhání a šití, přičemž se velmi dbalo na precizní vyhotovení modelu a úplné dokončení společenského kostýmu nebo šatů tak trvalo typicky sto nebo i víc hodin.
Majitelka salonu každoročně jezdívala na světové módní přehlídky, včetně minimálně dvou návštěv Paříže; Poplatky za účast na pařížských přehlídkách přesahovaly 30 tisíc korun a Podolská na ně jezdila společně se svou kreslířkou Hedvikou Vlkovou. Vlková také pomáhala obcházet zákazy kreslení a fotografování, a to tak, že zájmové modely odcházela na pokyn své zaměstnavatelky zaznamenat na toaletu. Sama Podolská pak přinesené nápady využívala v nových kolekcích svého salonu.

### Propagace a významné zákaznice
Hana Podolská jako vůbec první česká návrhářka prezentovala svoji tvorbu na vlastních módních přehlídkách, nejprve v Haškově kabaretu, později v divadle Komedie a předváděcím sále Lucerny s kapacitou až 300 lidí. Přehlídky trvaly několik dnů, byly určeny hlavně pro krejčovské závody (konfekční závody se nesměly účastnit), vyžadovala se rezervace a vstupné bylo poměrně vysoké – 350 Kč, resp. 100 Kč pro doprovodnou osobu. Návrhářka je pořádala před letní i zimní sezónou, a jejich konání pokračovalo v skromnější podobě dokonce i za války. Modely předváděly ženy s odpovídající postavou z vyšší společnosti, včetně některých členek Národního divadla, například Anduly Sedláčkové, Růženy Naskové či Jarmily Novotné. Podolská patřila rovněž k prvním pražským návrhářům, kteří začali podle francouzského příkladu zaměstnávat profesionální manekýny; modelky docházely do jejího salonu denně, přičemž ona sama na nich oceňovala především ladnou chůzi a rozdělovala je na sportovní, mladistvé a elegantní typy. K vůbec nejznámějším zaměstnávaným manekýnám patřily například herečky Adina Mandlová a Eliška Pleyová, která u Podolské působila pod pseudonymem „Iška“. Veřejné módní přehlídky se někdy označovaly Revue, konaly se například v sále Divadla Komedie nebo v kabaretním sále paláce Lucerna, a pozvánky na ně byly inzerovány v denním tisku.
Kromě módních přehlídek patřily k dalším formám propagace salonu soukromé přehlídky pro manželky československých ministrů a také majitelčiny návštěvy dostihů ve Velké Chuchli v doprovodu manekýn oděných v nových modelech salonu. Další produkty předváděly bohatým potenciálním klientům najaté modelky i na kolonádě v Mariánských Lázních, každoročně po dobu jednoho týdne, a to až třikrát až čtyřikrát denně, pokaždé v jiném modelu. K jejímu komerčnímu úspěchu v neposlední řadě přispělo i osobní charisma, přátelské a žoviální vystupování, smysl pro humor a osobní přístup k zákaznicím.
Zákaznicemi Modelového domu Hanna Podolská byla většina společensky významných žen první republiky, včetně manželky pozdějšího prezidenta Hany Benešové, divadelních a filmových hereček Růženy Naskové, Anduly Sedláčkové, Adiny Mandlové, Lídy Baarové, Hany Vítové, Nataši Gollové, Jiřiny Šejbalové a Růženy Šlemrové, spisovatelky a herečky Olgy Scheinpflugové, operní pěvkyně Jarmily Novotné, automobilové závodnice Elišky Junkové a Marie Baťové, manželky zakladatele obuvnického impéria Tomáše Bati. Zakázky významných žen bývaly upřednostňovány a většina z nich měla dokonce vlastní osobní manekýnu. O ušití šatů u Podolské se jistý čas mělo vydávat dokonce potvrzení, jímž se musely manželky významných politiků vykázat v sídle prezidenta na Pražském hradě, čímž mělo být zabezpečeno profesionální provedení jejích oděvů.

### Kostýmy pro divadlo a film
Pro operní pěvkyni Jarmilu Novotnou Podolská již v roce 1927 vytvořila historické kostýmy z 19. století pro roli Violetty v novém nastudování Verdiho opery La traviata. O povolení na vytvoření kostýmů její osobní švadlenou požádala sama Novotná a výsledkem této spolupráce byla například i dnes ceněná velkolepá černá sametová krinolína s velkým množstvím korálků a flitrů a drahokamy osázenou výšivkou. Pěvkyně byla s těmito šaty velmi spokojena a kromě pražské opery se v nich představila na scénách několika dalších evropských (Berlín, Vídeň a Kolín nad Rýnem) a amerických (Santiago de Chile, Buenos Aires a Rio de Janeiro) měst. Patrně nejvýznamnějším operním domem, v němž byla tato inscenace uvedena, byla však newyorská Metropolitní opera, v jejímž archivu se dodnes nachází Novotné portrét i samotné šaty, které pěvkyně opeře darovala v roce 1983.
Podolská dále vytvořila kostýmy pro několik filmů, včetně rób Adiny Mandlové a Lídy Baarové ve filmech Zlatá Kateřina (1934) a Katakomby (1940), kompletní výpravy pro Maskovanou milenku (1940) a zejména velkolepých a již soudobou kritikou ceněných rób Adiny Mandlové v Kristiánovi (1940) s Oldřichem Novým, kde hrála hlavní roli svůdné femme fatale Zuzany. Spolupráce Podolské s Mandlovou byla poněkud užší – ačkoli v polovině 20. století neexistoval ve filmovém průmyslu product placement v pravém slova smyslu, v Katakombách se nachází scéna, v níž je poměrně dlouhou dobu v záběru firemní nápis „Modelový dům Hany Podolské“ na krabici od šatů Adiny Mandlové. Podolská si pochvalovala i šití na Mandlovou pro film Kristián a sama herečka vyjádřila návrhářce svůj velký obdiv, když v souvislosti se Svatováclavskou cenou ministra průmyslu, obchodu a živností, kterou za film obdržela, prohlásila, že ocenění by za své kostýmy zasloužila právě Hana Podolská.
Salon dále vytvořil kostýmy pro Marii Brožovou ve Wildově hře Vějíř lady Windermerové v pražském Komorním divadle a pro několik německých protektorátních divadelních inscenací a filmů.

### Druhá světová válka
Období protektorátu a druhé světové války přečkal modelový dům bez větších potíží a zachoval si vysokou uměleckou i řemeslnou úroveň své produkce. Na salon válka dolehla jenom v podobě všeobecných problémů – zhoršené dostupnosti kvalitních látek, způsobené protektorátním přídělovým systémem a upřednostňováním válečné výroby před tou civilní, z toho plynoucího obecného omezení produkce luxusních výrobků, konání skromnějších přehlídek, a především úbytku bohatých židovských zákazníků.
Válku v relativním klidu přežila i sama Podolská, na rozdíl od Oldřicha Rosenbauma, jenž byl kvůli svému židovskému původu v roce 1938 nucen emigrovat a v roce 1942 byl jeho podnik arizován a Arnoštky Roubíčkové, která zahynula coby třiasedmdesátiletá v terezínském koncentračním táboře, Malou nepříjemností se stalo pouze její krátké uvěznění za šmelinu, dokud se po týdnu nezjistilo, že za skutek je zodpovědný jeden ze zaměstnanců salonu.
Po válce salón dál fungoval, navázal na své dosavadní aktivity, a záhy se dokonce zúčastnil významné propagační akce – Týdne československé módy, konaného v červenci 1947 v Mariánských Lázních.

### Po roce 1948
Po převratu v únoru 1948 byly československé módní domy v soukromém vlastnictví znárodněny. Salon Hany Podolské byl znárodněn v červnu 1948, nový nástupnický podnik byl následně začleněn do Oděvních závodů Jiřího Wolkera a jeho ředitel byl vybrán z řad zaměstnanců – stal se jím dílenský mistr Karel Kadlec. O další tři měsíce později byl závod včleněn do národního podniku Oděvní tvorba.
V tomto období se salon potýkal s problémy, jež dolehly na celé módní odvětví v socialistickém Československu. Především ztratil kontakty s veškerými světovými módními centry (včetně Paříže) a i nadále se musel vypořádávat s nedostatkem kvalitních textilií, které byly stále pouze na příděl. V neposlední řadě došlo k dalšímu úbytku movitých klientů – po židovských zákaznicích, kteří emigrovali nebo zahynuli ještě za války, po únorovém převratu započal třídní boj, v jehož jménu byli zámožní občané postupně zbavovaní majetku. Naopak, k novým klientům salonů patřili jednak příslušníci prvorepublikové inteligence a střední třídy, ale i představitelé nové vládnoucí třídy – v případě Hany Podolské se její dobrou zákaznicí stala manželka tehdejšího prezidenta Marta Gottwaldová, která měla v salonu dokonce vlastní figurínu. Podolská si navíc podržela i značnou část své předválečné klientely z vyšších společenských kruhů.
Podnik i nadále zaměstnával své předúnorové zaměstnance (Viktora Podolského, střihače Františka Vobeckého, návrhářku Annu Homolkovou), ale sama Podolská v něm mohla zůstat pouze díky přímluvě Marty Gottwaldové. Pracovala zde několik let jako prodavačka s  platem ve výšce 2 400 korun měsíčně a bez poloviny bytu na pražském Karlově náměstí, do níž byla nastěhována hraběnka Dohalská. Ředitel Kadlec nicméně Podolskou v roce 1954 propustil, načež odešla do důchodu. I poté sice udržovala kontakt s bývalými zaměstnanci a kolegy, ale do svého bývalého salonu se vrátila už jen jednou, a to v roce 1968 při příležitosti krátkého televizního rozhovoru s Miroslavem Horníčkem.
V roce 1954 byl módní dům definitivně začleněn do národního podniku Módní závody Praha a přejmenován na „Módní závod Eva“. Produkce závodu se zaměřila na pleteniny, kožešnické výrobky a klobouky, ač bez uměleckého vedení své bývalé zakladatelky. Podle nepotvrzených zpráv se však Podolská zajímala se o kvalitu nových modelů a do „svého“ podniku docházela i v tomto období. V letech 1959–1963 zde působila návrhářka Zdena Bauerová, od roku 1965 pak Inna Arnautová, která v salonu setrvala až do jeho úplného uzavření v roce 1992.

## Osobní život a rodina
11. února 1907 se v kostele sv. Petra a Pavla na Vyšehradě provdala za polského zemana (šlechtice), fotografa a akademického malíře Viktora Podolského (* 1882 Pardubice). Poznala ho na taneční zábavě ve Stromovce roku 1906. Podolski svou ženu velmi miloval, všestranně ji podporoval a finančně přispěl i na první dílnu, kterou si Podolská otevřela hned následujícího roku po jejich svatbě.. Jejich prvním bydlištěm a působištěm byl novoměstský dům čp. 415/II ve Vyšehradské ulici. Z manželství se narodili dva synové, Miloš a Viktor (1. května 1911 – 18. června 1994).
Podolski tragicky zemřel v roce 1926, když ho na honu nešťastnou náhodou zastřelil vlastní šofér při čištění své pušky. Ve třicátých letech postupně oslepl, ochrnul a v roce 1936 ve věku 26 let zemřel v důsledku nevyléčitelné nemoci po otravě krve i jejich starší syn Miloš. Matku tato ztráta zdrtila a po jistou dobu se dokonce nevěnovala ani řízení svého podniku. Už krátce po Milošově pohřbu se však naplno vrhla do práce.
Manželka mladšího syna Viktora v roce 1948 opustila republiku a brzy ji následovala jejich dcera Zuzana – krátce nato se o emigraci pokusil i sám Viktor, byl však ve Vídni chycen, navrácen do Československa a uvězněn, nicméně díky zásahu Marty Gottwaldové byl záhy propuštěn. Pak začal znovu pracovat (společně s matkou) v salonu, ale už v roce 1949 byl obviněn z protistátních aktivit, nedocházení do zaměstnání a nezřízeného životního stylu a odsouzen k třináctiletému vězení. Byl vězněn v uranových dolech a propuštěn po devíti letech v roce 1958, přičemž v souvislosti se svým předčasným propuštěním byl přinucen zavázat se ke spolupráci se Státní bezpečností. V roce 1968 emigroval se souhlasem matky do zahraničí a se svou matkou se již nikdy neviděl.
Sama Podolská se ale rozhodla kvůli vysokému věku zůstat v ČSSR, i když v zemi zůstala bez jakékoli blízké rodiny. Zemřela opuštěná ve svých 91 letech v roce 1972 v Praze a veškerý svůj majetek odkázala ošetřovatelce, která o ni před smrtí pečovala. Podle nepotvrzených zpráv její bývalá pečovatelka v roce 1997 rodinnou hrobku, resp. pomník rodiny Podolských na Olšanských hřbitovech prodala a po několika letech byl z hřbitova odstraněn dokonce i sarkofág s urnami (popel měl být rozptýlen) a náhrobní deska.
Dne 2. srpna 2022 byl odhalen nový náhrobek, o jehož vznik se zasloužil Jiří Viktor Černý, jehož kmotrem byl mladší syn Viktor, a Uměleckoprůmyslové muzeum v Praze. Černý rovněž hrob, kde jsou umístěny ostatky Podolské a jejího syna, adoptoval.

## Odkaz a současnost
Hana Podolská je i v současnosti řazena k nejkvalitnějším českým módním tvůrcům první poloviny dvacátého století. Některé její modely jsou dnes uloženy v depozitářích pražského Uměleckoprůmyslového muzea, další jsou součástí soukromých sbírek.
Její tvorba byla představena na dvou profilových výstavách Uměleckoprůmyslového muzea:
- Pražské módní salony 1900 - 1948 (výstava se konala v období od prosince 2011 do dubna 2012)[34]
- Hana Podolská, legenda české módy (výstava se koná v období od srpna 2018 do ledna 2019).[35]

Deset jejích modelů bylo představeno i v rámci výstavy 13 komnat První republiky, jež probíhala od července do října 2017 v pražském Tančícím domě. Historický kostým, v němž vystupovala operní pěvkyně Jarmila Novotná v La traviatě v newyorské Metropolitní opeře, byl vystavován v rámci výstavy jejích kostýmů od září 2015 do ledna 2016 v pražském Obecním domě.